# مثلث هيروني

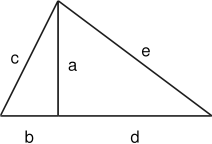

في الهندسة الرياضية، المثلث الهيروني هو مثلث جميع أطوال أضلاعه وكذلك مساحته هي أعداد صحيحة. سمي هذا المثلث على اسم هيرو من الإسكندرية.

## اقرأ أيضاً
- هندسة المثلثات